# Ou (bivalve)
L'ou o escopinya de frare (Mactra stultorum) és una espècie de mol·lusc bivalve de l'ordre dels veneroides comestible d'aigua marina. Abans s'anomenava Mactra corallina.

## Descripció
És una petxina delicada amb línies de creixement concèntriques i de vegades també bandes acolorides, l'interior de la closca és blanc.

## Hàbitat
Viu en fons sorrencs a fondàries entre 5 i 30 m, sovint les closques es troben a les platges.

## Distribució
Viu a la mar Negra, el Mediterrani i a les costes occidentals d'Europa arribant a Noruega, a la península Ibèrica i pel sud fins al Senegal.

## Galeria

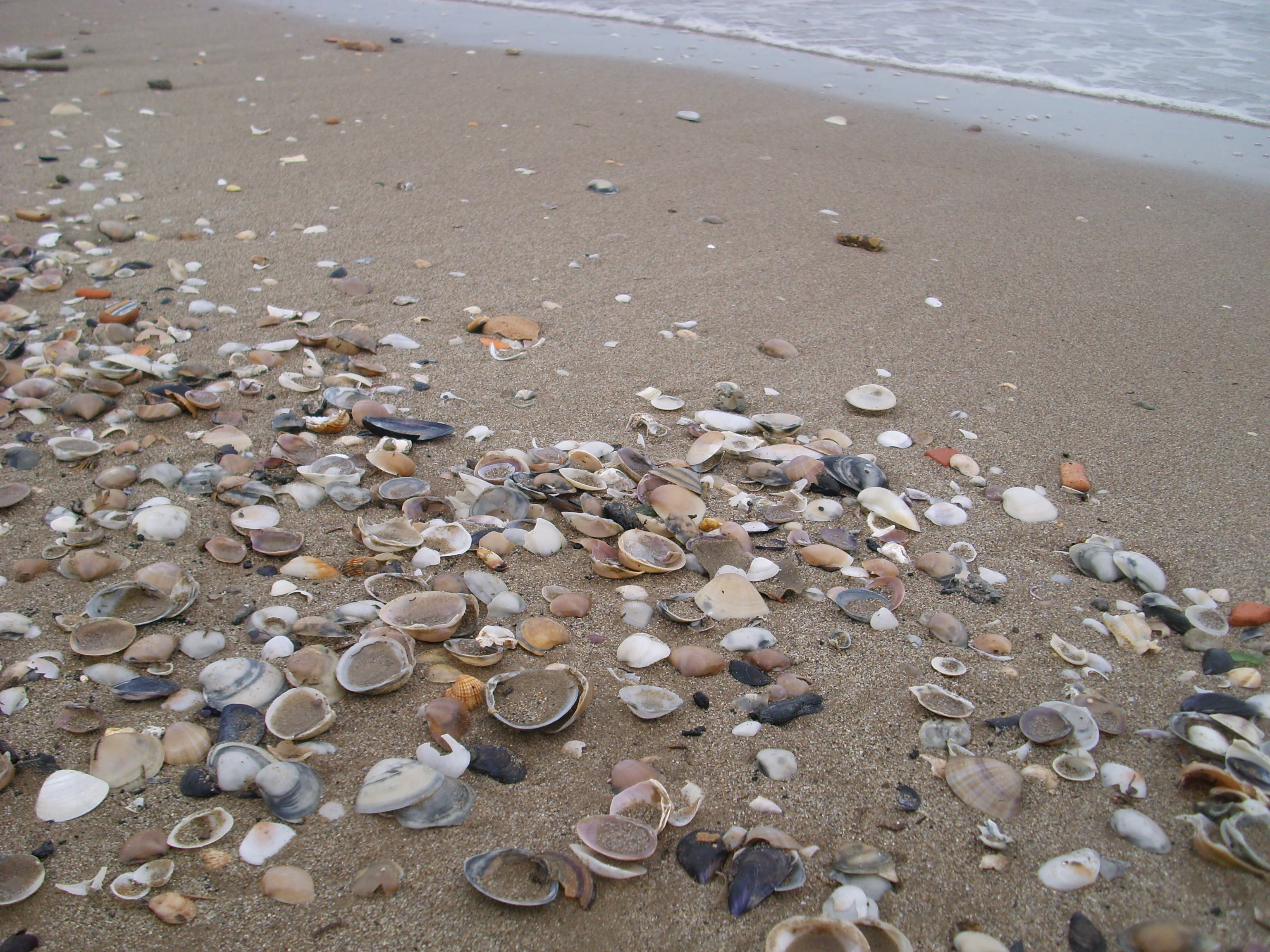
Conquilles a la platja de València, la majoria són ous.
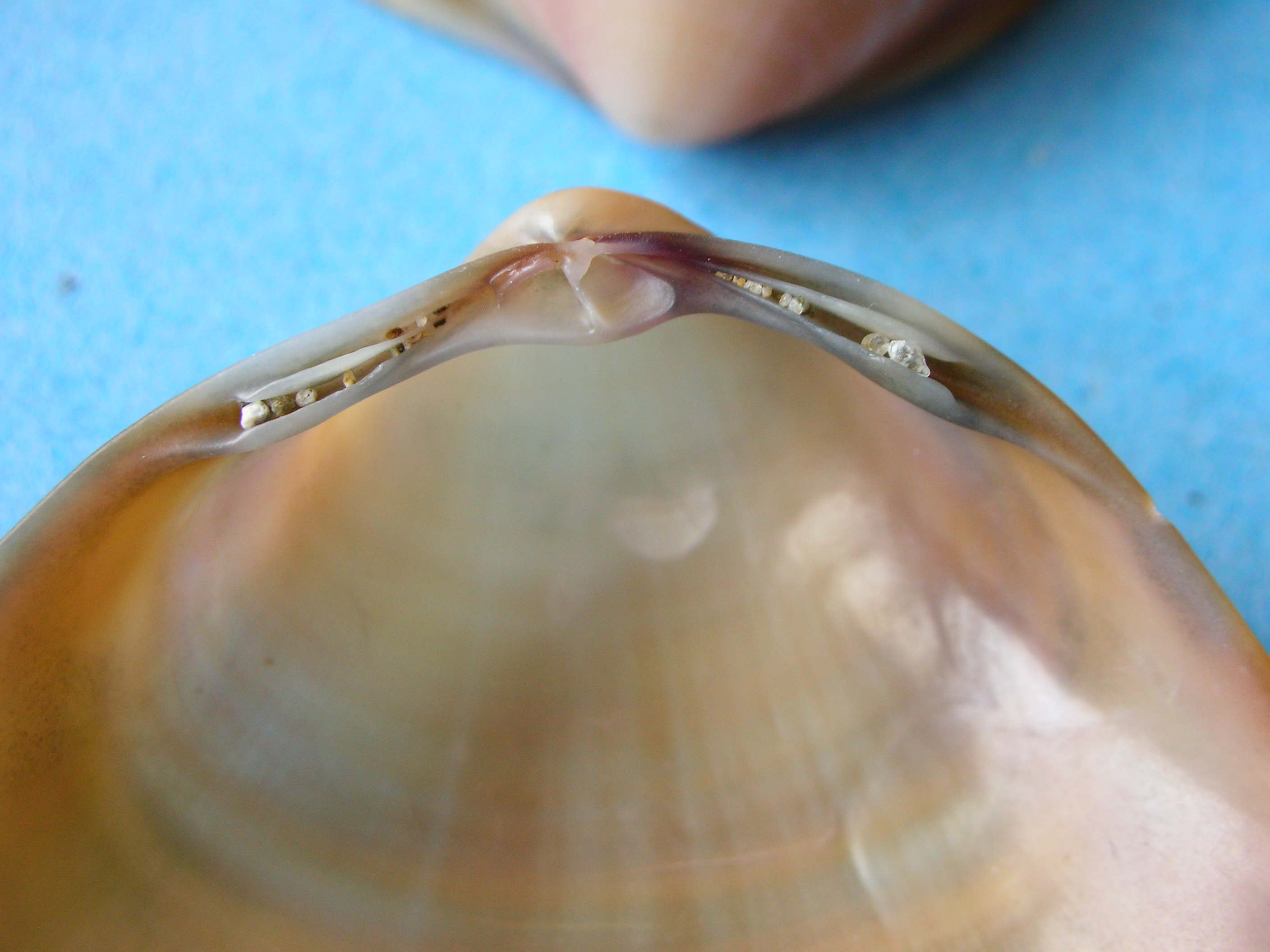
Detall dels dents de la xarnera.